# Nakamura Kosei
Kosei Nakamura (sinh ngày 5 tháng 4 năm 1981) là một cầu thủ bóng đá người Nhật Bản.

## Sự nghiệp câu lạc bộ
Kosei Nakamura đã từng chơi cho Kashima Antlers, Montedio Yamagata, Albirex Niigata và Albirex Niigata Singapore.